# 닛산 모터스포츠 인터내셔널
닛산 모터스포츠 인터내셔널(일본어: ニッサン・モータースポーツ・インターナショナル, 영어: Nissan Motorsports International)은 한때 존재했던 닛산 자동차의 자회사다. 모터스포츠용 자동차 부품의 설계, 제조, 판매를 하였으며, 자동차 레이스에도 참전했었다. 통칭이자 애칭은 니스모(NISMO)이다.
2022년 4월 1일, 주식회사 오텍 재팬과 경영 통합해 사명을 닛산 모터 스포츠＆커스터마이즈로 바꾸었다. 이후 본사는 니스모 사업소로 변경되어 'NISMO' 브랜드는 계속하고 있다.